# 아메스

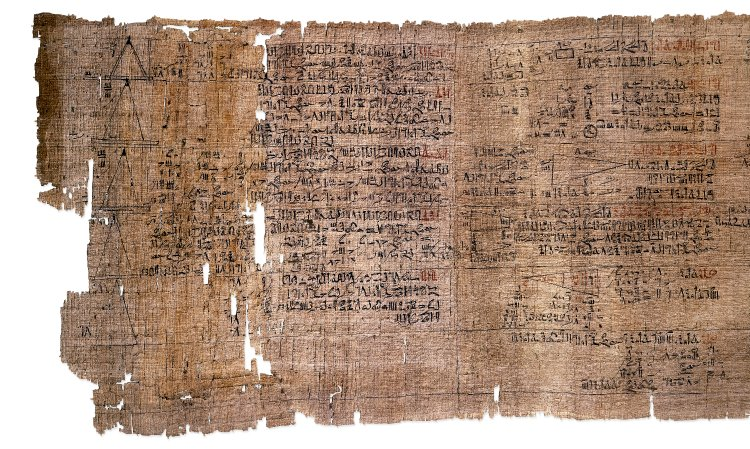
린드 수학 파피루스의 일부

아메스(Ahmes 또는 Ahmose)는 고대 이집트의 수학자이다. 이집트 제2중간기의 이집트 제15왕조 말부터 이집트 신왕국의 이집트 제18왕조 초까지 살았던 고대 이집트의 서기로 알려져 있다.
아메스가 기원전 1550년경에 파피루스에 수학 기록을 남겼고, 이 파피루스는 1858년 영국의 고고학자(Henry Rhind)가 이집트 도시 근처에서 발견하여 '린드 수학 파피루스'라고 불린다. 이름이 알려진 가장 오래된 수학 관련 기여자 중의 하나이다.
파피루스에 일차방정식에 관한 기록을 남겼다. 또, 지름이 9인 원의 면적은 한 변의 길이가 8인 정사각형의 면적과 같다고 기술하고 있다.
π(9/2)² = 8²
이를 계산하면 원주율은 3.16049...이다.